# (74238) 1998 SM48
(74238) 1998 SM48 – planetoida z pasa głównego asteroid okrążająca Słońce w ciągu 4,23 lat w średniej odległości 2,61 j.a. Odkryta 27 września 1998 roku.